# Брухкебель
Брухкебель (нім. Bruchköbel) — місто в Німеччині, знаходиться в землі Гессен. Підпорядковується адміністративному округу Дармштадт. Входить до складу району Майн-Кінціг.
Площа — 29,67 км2. Населення становить 20 512 ос. (станом на 31 грудня 2020).